# 李明秀
李明秀（曾译李明洙，朝鲜语：／，1934年2月20日—），出生于咸镜北道明川郡，朝鲜人民军次帅。

1950年7月加入朝鲜人民军，参加过朝鲜战争。1980年11月任革命勝利記念館館長。1992年晋升中将，1993年2月任第3軍军長参謀長，并曾任第5军军长。1995年晋升人民軍上将，1996年11月任总参謀部副总参謀長，1997年4月任总参謀部作战局局長，2000年10月晋升人民軍大将。2010年李明洙被由大将降了一级成了上将，韩国方面说“据说可能是由于个人不正之风和政策错误接受调查后被降级的”。也有分析认为，（朝鲜）和韩国有过接触的人物都正被排挤出权力圈。后回复大将军衔，2007年任国防委员会行政局长，2011年5月
 任朝鲜人民保安部部长。2012年4月当选中央军事委员会委员。
2016年2月担任朝鲜人民军总参谋长。2016年4月14日晋升朝鲜人民军次帅。2018年7月，總參謀長一職被李永吉替代。